# Didier Comès
Didier Comès (Sourbrodt, Bélgica, 11 de diciembre de 1942 - 7 de marzo de 2013) fue un historietista belga.

## Biografía
Nace como Dieter Hermann Comès en Sourbrodt en 1942. Crecerá en una pequeña ciudad de Hautes Fagnes con un padre alemán y madre francesa,  definiéndose a sí mismo como un "bastardo de dos culturas". Deja el colegio a los 16 y comienza a trabajar como artista industrial en una fábrica en Verviers, y debutando en la revista Le Soir con la tira cómica Hermann en 1969. Cuatro años más tarde realiza su primera historieta larga, Le Dieu vivant, que será la primera parte de la serie Ergün l'errant, para el magazine francés Pilote. En esa historia, como en la mayoría de sus posteriores obras, las imágenes fílmicas preceden a la historia, que es fantástica, y centrada alrededor de la muerte y la mitología.

## Estilo
Su dibujo se caracteriza por hacer uso exclusivo del blanco y negro, personajes estilizados y atmósferas opresivas. En cuanto a temas, sus historias suelen transcurrir en zonas rurales, recuerdo de infancia en una aldea, rodeadas de una naturaleza mágica, protagonizadas por personajes psicológicamente rotos.

## Obra
- Las aventuras de Ergün el errante
  - 1974: El dios viviente (Le Dieu vivant)
  - 1981: El señor de las tinieblas, Norma Editorial
- 1975: La sombra del cuervo, Totem cómics, Colección Vértigo
- 1980: Silencio, Norma Editorial, Colección BN
- 1983: La Belette, Norma Editorial, Colección BN
- 1985: Eva, Norma Editorial, Colección BN
- 1988: El árbol corazón, Norma Editorial, Colección BN
- 1991: Iris, Norma Editorial, Colección BN
- 1995: La casa donde sueñan los árboles, Norma Editorial, Colección BN
- 2000: Las lágrimas del tigre, Norma Editorial, Colección BN
- 2006: La última partida, Norma Editorial, Colección BN